# Darevskia unisexualis
Darevskia unisexualis is een hagedis uit het genus Darevskia en behoort tot de familie echte hagedissen (Lacertidae).

## Naam en indeling
De wetenschappelijke naam van de soort werd voor het eerst voorgesteld door Ilya Darevsky in 1966. Oorspronkelijk werd de wetenschappelijke naam Lacerta "unisexualis" gebruikt. Er is geen Nederlandse naam voor deze soort. De verouderde wetenschappelijke geslachtsnaam is Lacerta, deze wordt soms nog wel gebruikt.
De soortaanduiding unisexualis slaat op de voortplantingswijze waarbij de vrouwtjes niet paren met mannetjes.

## Uiterlijke kenmerken
Darevskia unisexualis bereikt een kop-romplengte van ongeveer 6,5 centimeter, de totale lengte inclusief de lange staart is achttien tot negentien cm. De hagedis heeft een bruine lichaamskleur met een fijne donkere nettekening en enkele blauwe vlekjes op de flanken.

## Verspreiding en habitat
Het verspreidingsgebied is beperkt tot de Kaukasus in Armenië, Noordoost-Turkije en Zuid-Georgië tot op een hoogte van 2000 meter boven zeeniveau. De habitat bestaat uit drogere streken met een rotsige ondergrond, zoals hooggelegen steppes en rots- en steenformaties.

## Levenswijze
Deze soort is parthenogeen, dit betekent dat er alleen vrouwtjes zijn die zichzelf als het ware klonen. Ze zetten in een seizoen een of meer legsels af die bestaan uit drie tot vijf eieren. Het voedsel bestaat uit allerlei ongewervelden zoals insecten. De hagedis houdt een winterslaap, soms tot wel 6 maanden lang.

## Beschermingsstatus
Door de internationale natuurbeschermingsorganisatie IUCN is de beschermingsstatus 'gevoelig' toegewezen (Near Threatened of NT). Dit komt omdat het verspreidingsgebied beperkt is, namelijk minder dan 20.000 km².